# Maserati Biturbo 425
Der Maserati Biturbo 425 und der 425 i sind viertürige Limousinen des italienischen Sportwagenherstellers Maserati, die von 1983 bis 1988 im Programm standen. Maserati baute die Fahrzeuge auf der Technik des zweitürigen Coupés Biturbo auf. Der 425 war der erste viertürige Typ der Biturbo-Baureihe, zu der später einige stärker und schwächer motorisierte Varianten hinzukamen. 

## Entstehungsgeschichte
Nachdem Alejandro De Tomaso Maserati übernommen hatte, verfolgte er die Idee, das Unternehmen, das bislang nur hochwertige, sehr teure Sportwagen in Handarbeit produziert hatte, als Serienhersteller etablieren. Dafür mussten künftige Modelle deutlich günstiger sein als die bisherigen Sportwagen. De Tomasos Konzept sah deshalb ein kompaktes, automatisiert gefertigtes Fahrzeug vor, das von einem vergleichsweise kleinen Motor angetrieben wurde. Damit reagierte Maserati auf die italienische Steuergesetzgebung, die Automobile mit einem Hubraum von 2000 cm³ und mehr mit einer Umsatzsteuer von 38 Prozent statt 19 Prozent belegte. Auf dieser Grundlage entstand der Maserati Biturbo, der nach dreijähriger Entwicklungszeit im Dezember 1981 öffentlich präsentiert wurde. Er hatte einen knapp 2,0 Liter großen Sechszylindermotor, der zur Leistungssteigerung mit zwei Turboladern ausgestattet war. Auf Exportmärkten bot Maserati allerdings ab 1983 eine auf 2,5 Liter Hubraum vergrößerte Version an. Sowohl die Export- als auch die Italienversion des Biturbo entwickelte der Hersteller in den folgenden Jahren schrittweise weiter: 1983 stellte Maserati beiden Versionen eine leistungsgesteigerte S-Variante zur Seite (Biturbo S für Italien, Biturbo ES für den Export); ab 1986 wurde schließlich anstelle der veralteten Vergaser eine elektronisch gesteuerte Saugrohreinspritzung eingebaut.
Ende 1983 ergänzte Maserati die bis dahin nur aus zweitürigen Coupés bestehende Baureihe um eine viertürige Limousine und nutzte dazu die – verlängerte – Bodengruppe des zweitürigen Coupés mit dessen Antriebstechnik. Die Karosserie war der des Coupés ähnlich, hatte aber keine gleichen Teile. Das viertürige Modell erschien zunächst nur als Exportmodell mit der 2,5 Liter großen Variante des Sechszylindermotors; eine Limousine mit dem kleineren 2,0-Liter-Motor für den italienischen Markt (Biturbo 420) wurde erst zwei Jahre nach dem 425 eingeführt, denn Maserati war der Ansicht, dass der größere und geringfügig stärkere 2,5-Liter-Motor besser zum höheren Gewicht der Limousine passe. Anfänglich war der 425 nur mit Vergaser lieferbar. 1987 wurde eine Version mit Einspritzmotor eingeführt, die Maserati als Biturbo 425 i verkaufte. Der Modellname Biturbo entfiel im Jahr darauf, sodass der Wagen nun allein mit seinem Zahlencode bezeichnet wurde. Anders als bei den für Italien bestimmten Modellen 420 und 420 i, die jeweils auch in leistungsgesteigerten S- bzw. Si-Varianten erhältlich waren, bot Maserati keine Sportversion des 425 an.
Bereits 1987 erschien der 430 mit einem größeren Sechszylindermotor, der 2,8 Liter Hubraum hatte. Bis 1988 wurden beide Modelle nebeneinander produziert, danach löste der 430 den 425 i ab.

## Modellbeschreibung

### Plattform
Für den Biturbo 425 verwendete Maserati die Plattform des 1981 vorgestellten Biturbo Coupé. Allerdings war der Radstand um 85 mm auf 2600 mm verlängert worden. Diese längere Plattform nutzte Maserati ab 1986 auch für das Luxuscoupé Maserati 228. Der Biturbo 425 war etwa 100 kg schwerer als die gleich motorisierte Coupé-Version.

### Karosserie

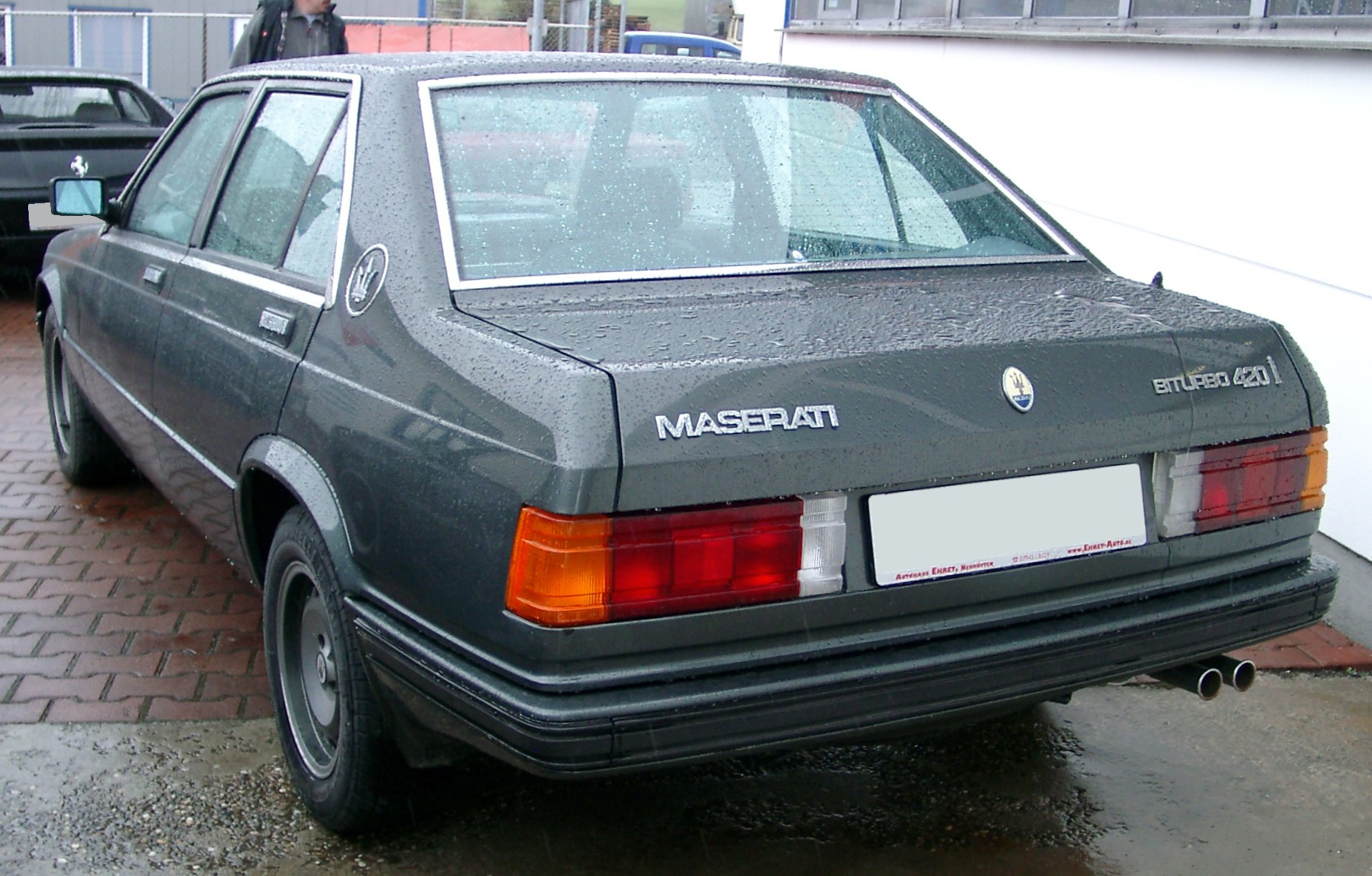
Hohe Heckpartie (hier beim Parallelmodell 420)

Die Karosserie des Biturbo 425 war selbsttragend. Ihre Form war, wie schon beim zweitürigen Biturbo, eine Arbeit des ehemaligen Pininfarina-Designers Pierangelo Andreani. Andreani orientierte sich an der Karosserie des Coupés, gleichwohl war der Aufbau der Limousine ein neuer Entwurf. Wegen der geänderten Maße der Limousine, die sowohl länger als auch höher war, konnte kein Karosserieteil des Coupés übernommen werden. Unterschiede zeigen sich im Profil unter anderem in der Positionierung der Türgriffe, die beim Coupé unter, bei der Limousine aber über der horizontalen Sicke angeordnet waren. Der Neigungswinkel der Windschutzscheibe war steiler, und das Fahrzeugheck war deutlich höher als beim Coupé. Stilistisch und im Hinblick auf die Dimensionen ähnelte der 425 der viertürigen Version des zeitgenössischen 3er-BMW.

### Motor

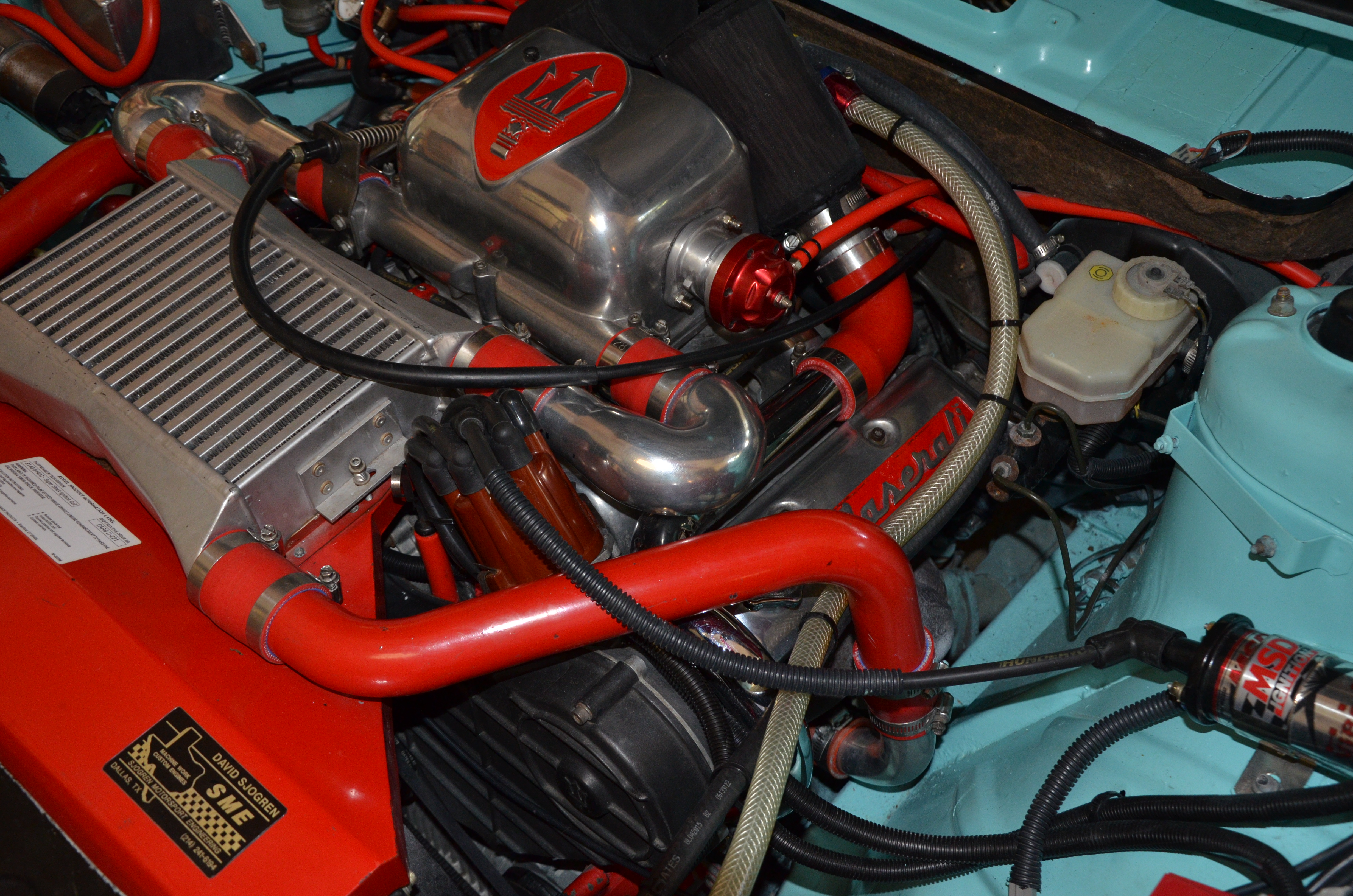
Maserati-Biturbo-Motor mit 2,5 Litern Hubraum (Tipo AM 453)

Wie das zweitürige Biturbo-Coupé, wurde auch der Biturbo 425 von einem Sechszylinder-V-Motor mit Aluminium-Motorblock und 90 Grad Zylinderbankwinkel angetrieben. Der Hubraum des Biturbo 425 belief sich auf 2490,9 cm³. Für jede Zylinderreihe gab es eine Nockenwelle, die von einem Zahnriemen angetrieben wurden. 
Jeder Zylinder hatte zwei Einlassventile und ein Auslassventil, die über – bei den beiden Einlassventilen eines Zylinders ein gemeinsamer – Tassenstößel betätigt wurden. Vierventilversionen gab es im 425 nicht. Die Zylinder hatten eingepresste Laufbuchsen. Zur Leistungssteigerung waren die Motoren mit zwei Abgasturboladern von IHI versehen. Ab 1983 wurden unterschiedliche Systeme zur Ladeluftkühlung verwendet. Das Gemisch bereiteten bis 1985 ausschließlich Registervergaser von Weber (Typ 42 DCNVH) auf (Tipo AM 453). Dieses System wurde bereits bei seiner Einführung als veraltet kritisiert. Insbesondere der schwer einzustellende Vergaser war in den ersten Jahren für zahlreiche Probleme verantwortlich; hierzu gehörten schlechte Starteigenschaften bei warmem Motor. Ab 1987 war in der Limousine eine elektronische Saugrohreinspritzung von Magneti Marelli lieferbar (Tipo AM 472).
In der Vergaserversion leistete der Motor nach Werksangabe 203 PS (149 kW), nach Messung des TÜV waren es 196 PS (144 kW). Sie fielen bei 5500 Umdrehungen pro Minute an. Die Einspritzversion war gleich stark, war aber besser fahrbar als die Fahrzeuge mit Vergasermotoren.

### Kraftübertragung
Serienmäßig waren alle Biturbo-Modelle mit einem handgeschalteten Fünfganggetriebe von ZF ausgestattet. Wahlweise war ein automatisches Dreiganggetriebe von BorgWarner erhältlich. Über eine geteilte Kardanwelle wurden die Hinterräder angetrieben.

### Fahrwerk
Die Vorder- und Hinterräder waren einzeln aufgehängt. An beiden Achsen gab es Hilfsrahmen. Vorn und hinten wurden Schraubenfedern und hydraulische Teleskopstoßdämpfer verwendet, vorne als MacPherson-Federbeine und hinten zusammen mit Schräglenkern. An beiden Achsen gab es Stabilisatoren. Verzögert wurde mit servounterstützten Scheibenbremsen von ATE. Die Zahnstangenlenkung war auf Wunsch auch mit Servo erhältlich. Zeitgenössische Testberichte kritisierten das Fahrwerk der frühen Versionen als überfordert; es sei der Motorleistung nicht angemessen. Frühzeitig setze Übersteuern ein, zudem wurden „kräftige Lastwechselreaktionen“ bemängelt. Zum Modelljahr 1985 ersetzte Maserati das bislang verwendete Differenzial von Salisbury durch ein Sensitork-Sperrdifferential, das nach Ansicht vieler Fahrer zu einer deutlichen Verbesserung des Fahrverhaltens führte.

### Innenraum

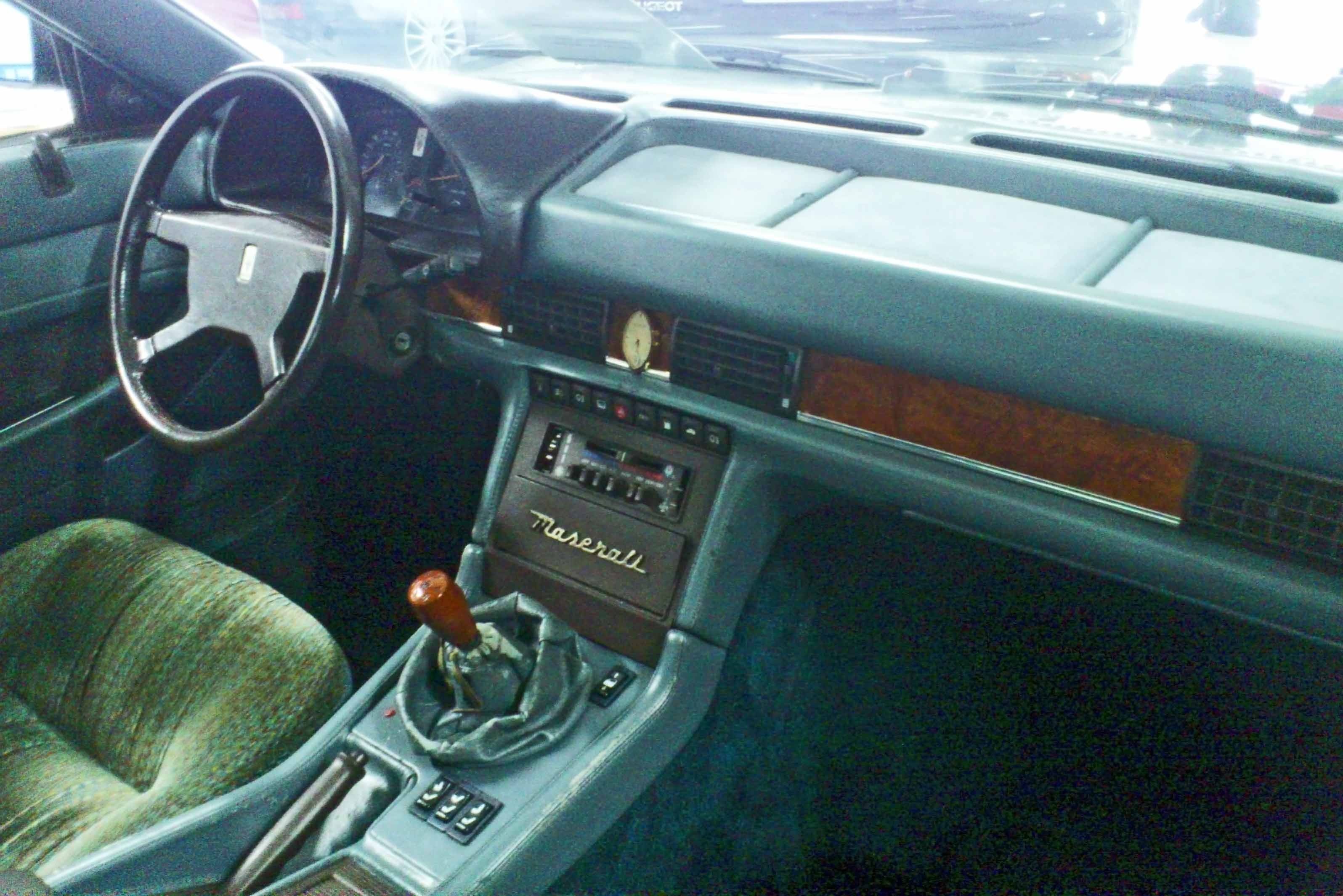
Innenraum: Sitze mit Bezügen von Missoni

Der Innenraum galt als besonders hochwertig ausgestattet. Das Armaturenbrett war mit Kunstleder bezogen; der Instrumententräger hatte eine halbrunde Form, wie sie zugleich bei den Coupés eingeführt wurde und dort die bisher eckig eingefasste Einheit ersetzte. Die Sitze hatten serienmäßig einen Stoffbezug, der von Missoni gestaltet war. Wahlweise und gegen Aufpreis waren Sitzbezüge aus gerafftem Leder erhältlich.

## Produktion
In Maseratis Stammwerk in Modena entstanden lediglich die Motoren des Biturbo. Die Karosserien der Limousinen wie auch die der Coupés wurden hingegen bei Innocenti im Mailänder Stadtteil Lambrate hergestellt. Dort wurden auch die Motoren eingebaut und die Autos komplettiert. Die Produktion des 425 i endete bereits 1987; der Abverkauf der letzten Modelle dauerte bis 1988. Vom Biturbo 425 und 425 i entstanden insgesamt 2372 Fahrzeuge. Die italienische Version war im Vergleich dazu erfolgreicher. In nur drei Jahren fertigte Maserati fast 4800 Exemplare des Biturbo 420.

## Pressebeurteilungen
In zeitgenössischen Presseberichten wurde der Biturbo 425 ambivalent aufgenommen. Einerseits lobten die Autoren den Stil des Autos und die guten Fahrleistungen. Kritik gab es dagegen insbesondere für das schlechte Ansprechverhalten und die Starteigenschaften der Vergaserversionen. Bemängelt wurde zudem der hohe Benzinverbrauch, das schwierige Handling und die als sehr nachlässig eingestufte Verarbeitungsqualität.
Die deutsche Fachzeitschrift auto motor und sport veröffentlichte im Februar 1986 einen Testbericht über den 425 in der Vergaserversion. Der 425 habe alle Mängel des zweitürigen Biturbo unverändert übernommen. Dazu gehöre das schlechte Ansprechverhalten in der Warmlaufphase, die nachlässigen Passformen und der Federungskomfort, der bei jeder Geschwindigkeit schlecht sei. Im warmen Zustand sei der 425 dagegen ein temperamentvolles und elastisch zu fahrendes Auto, das „nicht die Qualitäten eines VW Jetta“ habe, ungeachtet dessen aber „Laune mache“.

## Der Biturbo 425 auf dem Klassikermarkt
Auf dem Markt für Oldtimer und Klassiker gelten die Fahrzeuge der Biturbo-Baureihe als unterschätzt. Gut erhaltene Limousinen werden 2017 zu Preisen zwischen 10000 und 15000 Euro gehandelt; Restaurierungsobjekte kosten etwa 5000 Euro. Die zweitürigen Versionen erreichen generell leicht höhere Preise als die Limousinen, die inzwischen auch als Teilespender für höherwertige Coupés gekauft werden.

## Der Biturbo 425 im Film
Maserati positionierte einen 425i in dem Spielfilm James Bond 007 – Lizenz zum Töten. James Bonds Gegenspieler Franz Sanchez (Robert Davi) nutzt das Auto in einzelnen Szenen. Der Wagen verunglückt bei einer Flucht gegen Ende des Films.